# Atletica leggera ai Giochi della XXV Olimpiade - Salto in alto femminile

Video della Finale (il salto vincente della Henkel)

Il salto in alto ha fatto parte del programma femminile di atletica leggera ai Giochi della XXV Olimpiade. La competizione si è svolta nei giorni 6 e 8 agosto 1992 allo Stadio del Montjuic di Barcellona.

## Presenze ed assenze delle campionesse in carica
| Competizione         | Atleta           | Prestazione | Barcellona 1992 |
| -------------------- | ---------------- | ----------- | --------------- |
| Olimpiadi 1988       | Louise Ritter    | 2,03 m      | Presente        |
| Goodwill Games 1990  | Elena Elesina    | 2,02 m      | Non selez.      |
| Europei 1990         | Heike Henkel     | 1,99 m      | Presente        |
| Asiatici 1990        | Megumi Sato      | 1,94 m      | Presente        |
| Panamericani 1991    | Ioamnet Quintero | 1,88 m      | Presente        |
| Mondiali 1991        | Heike Henkel     | 2,05 m      | Presente        |
|                      |                  |             |                 |
| Mondiali junior 1988 | Alina Astafei    | 2,00 m      | Presente        |

1. ↑  Pagò l'età troppo giovane. Sarà protagonista ai Giochi di Sydney 2000.

## Gara
Sono ben 16 le atlete a raggiungere la misura richiesta nella fase eliminatoria.

Nel corso della gara finale Stefka Kostadinova inizia con un percorso netto ma a 1,94 sbaglia tutti e tre i tentativi uscendo di gara.

Alla misura successiva di 1,97 passano solo in tre, rispettivamente alla prima prova Galina Astafei, alla seconda Ioamnet Quintero e alla terza Heike Henkel.

Ai 2,00 esce la Quintero, la Astafei e la Henkel vanno su alla prima prova. La gara si decide a 2,02, misura che sorride solo alla tedesca.

## Risultati

### Turno eliminatorio
Giovedì 6 agosto 1992.
Qualificazione1,92 m (Q) o le migliori 12 atlete classificate (q)
| Pos | Gruppo | Atleta               | Nazione           | Salti | Salti | Salti | Salti | Salti | Salti | Salti | Salti | Salti | Salti | Uscita | Note |
| Pos | Gruppo | Atleta               | Nazione           | 1,60  | 1,65  | 1,70  | 1,75  | 1,79  | 1,83  | 1,86  | 1,88  | 1,90  | 1,92  | Uscita | Note |
| --- | ------ | -------------------- | ----------------- | ----- | ----- | ----- | ----- | ----- | ----- | ----- | ----- | ----- | ----- | ------ | ---- |
| 1   | B      | Heike Henkel         | Germania          | –     | –     | –     | –     | –     | –     | O     | –     | –     | O     | 1,92   | Q    |
| 1   | A      | Stefka Kostadinova   | Bulgaria          | –     | –     | –     | –     | –     | O     | O     | –     | O     | O     | 1,92   | Q    |
| 1   | B      | Deborah Marti        | Gran Bretagna     | –     | –     | –     | O     | O     | O     | O     | O     | O     | O     | 1,92   | Q    |
| 4   | A      | Galina Astafei       | Romania           | –     | –     | –     | –     | XO    | O     | O     | O     | O     | O     | 1,92   | Q    |
| 4   | B      | Ioamnet Quintero     | Cuba              | –     | –     | –     | –     | O     | –     | O     | –     | XO    | O     | 1,92   | Q    |
| 6   | A      | Birgit Kähler        | Germania          | –     | –     | –     | O     | O     | XO    | O     | XO    | O     | O     | 1,92   | Q    |
| 6   | B      | Valentīna Gotovska   | Lettonia          | –     | –     | –     | O     | O     | O     | O     | O     | XXO   | O     | 1,92   | Q    |
| 8   | A      | Alison Inverarity    | Australia         | –     | –     | –     | –     | –     | –     | XO    | XO    | XO    | O     | 1,92   | Q    |
| 8   | B      | Ol'ga Turčak         | Squadra Unificata | –     | –     | –     | O     | O     | O     | O     | XO    | XXO   | O     | 1,92   | Q    |
| 10  | A      | Silvia Costa         | Cuba              | –     | –     | –     | –     | O     | –     | O     | –     | O     | XO    | 1,92   | Q    |
| 10  | B      | Tatiana Shevchik     | Squadra Unificata | –     | –     | –     | –     | O     | –     | O     | O     | O     | XO    | 1,92   | Q    |
| 12  | A      | Donata Jancewicz     | Polonia           | –     | –     | –     | O     | –     | XO    | O     | O     | O     | XO    | 1,92   | Q    |
| 13  | A      | Tanya Hughes         | Stati Uniti       | –     | –     | –     | –     | O     | O     | XO    | O     | XXO   | XO    | 1,92   | Q    |
| 14  | A      | Britta Bilač         | Slovenia          | –     | –     | –     | O     | O     | O     | O     | XXO   | O     | XXO   | 1,92   | Q    |
| 15  | B      | Sigrid Kirchmann     | Austria           | –     | –     | –     | –     | O     | O     | XO    | XXO   | XO    | XXO   | 1,92   | Q    |
| 16  | B      | Megumi Sato          | Giappone          | –     | –     | –     | O     | O     | O     | XXO   | XXO   | XXO   | XXO   | 1,90   | Q    |
| 17  | B      | Beata Hołub          | Polonia           | –     | –     | –     | –     | O     | O     | O     | –     | O     | XXX   | 1,90   |      |
| 17  | B      | Judit Kovács         | Ungheria          | –     | –     | –     | O     | O     | O     | O     | O     | O     | XXX   | 1,90   |      |
| 19  | B      | Sue Rembao           | Stati Uniti       | –     | –     | –     | –     | O     | O     | XO    | O     | O     | XXX   | 1,90   |      |
| 20  | B      | Nelė Savickytė       | Lituania          | –     | –     | –     | O     | O     | XO    | O     | XXO   | O     | XXX   | 1,90   |      |
| 21  | A      | Sandrine Fricot      | Francia           | –     | –     | –     | –     | O     | O     | O     | O     | XXO   | XXX   | 1,90   |      |
| 22  | B      | Antonella Bevilacqua | Italia            | –     | –     | O     | O     | O     | O     | XO    | XXO   | XXO   | XXX   | 1,90   |      |
| 23  | A      | Katarzyna Majchrzak  | Polonia           | –     | –     | –     | O     | –     | O     | O     | O     | XXX   |       | 1,88   |      |
| 24  | B      | Nikī Bakogiannī      | Grecia            | –     | –     | –     | O     | O     | O     | O     | XXO   | XXX   |       | 1,88   |      |
| 25  | A      | Lyudmila Andonova    | Bulgaria          | –     | –     | –     | –     | O     | O     | O     | XXO   | XXX   |       | 1,88   |      |
| 25  | A      | Šárka Kašpárková     | Cecoslovacchia    | –     | –     | –     | O     | O     | O     | O     | XXO   | XXX   |       | 1,88   |      |
| 27  | B      | Amber Welty          | Stati Uniti       | –     | –     | –     | O     | O     | O     | XO    | XXO   | XXX   |       | 1,88   |      |
| 28  | A      | Marion Goldkamp      | Germania          | –     | –     | –     | –     | O     | O     | O     | XXX   |       |       | 1,86   |      |
| 29  | B      | Oana Muşunoi         | Romania           | –     | –     | –     | –     | XO    | O     | O     | XXX   |       |       | 1,86   |      |
| 30  | A      | Jo Jennings          | Gran Bretagna     | –     | –     | O     | O     | O     | XXO   | XO    | XXX   |       |       | 1,86   |      |
| 31  | A      | Sieglinde Cadusch    | Svizzera          | –     | –     | XO    | O     | O     | O     | XXO   | XXX   |       |       | 1,86   |      |
| 32  | A      | Olga Bolchova        | Squadra Unificata | –     | –     | –     | –     | XO    | O     | XXX   |       |       |       | 1,83   |      |
| 33  | A      | Niki Gavera          | Grecia            | –     | –     | XO    | O     | XO    | O     | XXX   |       |       |       | 1,83   |      |
| 34  | B      | Svetlana Leseva      | Bulgaria          | –     | –     | –     | –     | O     | XO    | XXX   |       |       |       | 1,83   |      |
| 34  | B      | Šárka Nováková       | Cecoslovacchia    | –     | –     | O     | O     | O     | XO    | XXX   |       |       |       | 1,83   |      |
| 36  | B      | Cristina Fink        | Messico           | –     | –     | –     | O     | O     | XXO   | XXX   |       |       |       | 1,83   |      |
| 37  | A      | Lucienne N'Da        | Costa d'Avorio    | –     | –     | O     | O     | O     | XXX   |       |       |       |       | 1,79   |      |
| 38  | A      | Najuma Fletcher      | Guyana            | –     | XO    | O     | O     | XXO   | XXX   |       |       |       |       | 1,79   |      |
| 39  | A      | Charmaine Weavers    | Sudafrica         | O     | O     | O     | O     | XXX   |       |       |       |       |       | 1,75   |      |
| 40  | B      | Jaruwan Jenjurdkarn  | Thailandia        | –     | –     | XO    | XXO   | XXX   |       |       |       |       |       | 1,75   |      |
| 41  | B      | Margarida Moreno     | Andorra           | –     | O     | O     | XXX   |       |       |       |       |       |       | 1,70   |      |
| —   | A      | Sriyani Kulawansa    | Sri Lanka         |       |       |       |       |       |       |       |       |       |       | NP     |      |

### Finale
Sabato 8 agosto 1992.
| Pos | Atleta             | Nazione           | Salti | Salti | Salti | Salti | Salti | Salti | Salti | Salti | Misura | Note |
| Pos | Atleta             | Nazione           | 1,78  | 1,83  | 1,88  | 1,91  | 1,94  | 1,97  | 2,00  | 2,02  | Misura | Note |
| --- | ------------------ | ----------------- | ----- | ----- | ----- | ----- | ----- | ----- | ----- | ----- | ------ | ---- |
|     | Heike Henkel       | Germania          | –     | –     | –     | O     | –     | XXO   | O     | O     | 2,02   |      |
|     | Galina Astafei     | Romania           | O     | O     | O     | O     | O     | O     | O     | XXX   | 2,00   |      |
|     | Ioamnet Quintero   | Cuba              | O     | –     | O     | O     | XO    | XO    | XX–   | X     | 1,97   |      |
| 4   | Stefka Kostadinova | Bulgaria          | –     | –     | O     | O     | O     | XXX   |       |       | 1,94   |      |
| 5   | Sigrid Kirchmann   | Austria           | –     | O     | O     | XO    | O     | XXX   |       |       | 1,94   |      |
| 6   | Silvia Costa       | Cuba              | –     | O     | O     | XO    | XXO   | XXX   |       |       | 1,94   |      |
| 7   | Megumi Sato        | Giappone          | O     | O     | XO    | O     | XXX   |       |       |       | 1,91   |      |
| 8   | Alison Inverarity  | Australia         | –     | O     | XXO   | O     | XXX   |       |       |       | 1,91   |      |
| 9   | Deborah Marti      | Gran Bretagna     | O     | O     | O     | XXO   | XXX   |       |       |       | 1,91   |      |
| 10  | Donata Jancewicz   | Polonia           | –     | O     | O     | XXX   |       |       |       |       | 1,88   |      |
| 11  | Birgit Kähler      | Germania          | O     | O     | XO    | XXX   |       |       |       |       | 1,88   |      |
| 11  | Tanya Hughes       | Stati Uniti       | O     | O     | XO    | XXX   |       |       |       |       | 1,88   |      |
| 13  | Ol'ga Turčak       | Squadra Unificata | O     | O     | XXX   |       |       |       |       |       | 1,83   |      |
| 13  | Valentīna Gotovska | Lettonia          | O     | O     | XXX   |       |       |       |       |       | 1,83   |      |
| 15  | Britta Bilač       | Slovenia          | XO    | O     | XXX   |       |       |       |       |       | 1,83   |      |
| 16  | Tatiana Shevchik   | Squadra Unificata | –     | XO    | XXX   |       |       |       |       |       | 1,83   |      |